# Anastasija Salos
Anastasija Maksimaŭna Salos (in bielorusso Анастасія Максімаўна Салос?, in russo Анастасия Максимовна Салос?, Anastasija Masimovna Salos; Barnaul, 18 febbraio 2002) è una ginnasta russa naturalizzata bielorussa.

## Carriera

### Junior
Anastasija Salos è nata in Russia, a Barnaul, dove ha iniziato a praticare ginnastica ritmica. A undici anni si è trasferita a Minsk, in Bielorussia, entrando a far parte della società Dinamo. Da junior ha partecipato a diversi tornei internazionali e Grand Prix.

### Senior
Nel 2018 Anastasija Salos diventa una ginnasta senior, e inizia a farsi notare sulle pedane internazionali. Alla World Cup di Pesaro ottiene la sua prima medaglia, un bronzo alla palla. Partecipa alla World Cup di Baku, dove giunge terza nell'all-around. Nella tappa di Guadalajara della Coppa del Mondo arriva terza al cerchio. Agli Europei di Guadalajara rappresenta la Bielorussia insieme all'altra individualista Kacjaryna Halkina e alle juniores Anna Kamenščikova e Jana Striga, classificandosi decima nell'all-around. In seguito, alla World Cup di Minsk vince l'argento alla palla e il bronzo alle clavette. Ai Mondiali di Sofia si piazza decima nell'all-around e raggiunge la finale del nastro concludendo al quinto posto.
Nel 2019 vince la medaglia d'oro al nastro alla World Cup di Baku. In seguito, nella medesima città, ai Campionati europei vince un argento nella gara a squadre insieme con Kacjaryna Halkina, Alina Harnas'ko e la squadra juniores. Si qualifica inoltre a tre finali di attrezzo, terminando in quinta posizione al cerchio e alle clavette, e restando fuori dal podio al nastro con il quarto posto dietro la bulgara Borjana Kalejn. Alla World Challenge Cup di Portimão, in Portogallo, vince il bronzo alle clavette e l'argento al cerchio. Ai Mondiali di Baku ottiene la medaglia di bronzo nella gara a squadre, sempre insieme con Halkina e Harnas'ko, e grazie al 14º posto nel concorso generale si qualifica alle Olimpiadi di Tokyo 2020. Accede a due finali di attrezzo concludendo settima classificata nel nastro e ottava nel cerchio.
Anastasija Salos guadagna la medaglia di bronzo agli Europei di Kiev 2020 totalizzando 96.500 punti, piazzandosi terza dietro alla connazionale Alina Harnas'ko e all'israeliana Linoy Ashram che la superano entrambe con 100.900 punti.

## Palmarès

### Campionati mondiali
| Anno | Città | Risultato | Specialità |
| ---- | ----- | --------- | ---------- |
| 2019 | Baku  | Bronzo    | Squadra    |

### Campionati europei
| Anno | Città | Risultato | Specialità |
| ---- | ----- | --------- | ---------- |
| 2019 | Baku  | Argento   | Squadra    |
| 2020 | Kiev  | Bronzo    | All-around |

### Coppa del mondo
| Anno | Città       | Risultato | Specialità |
| ---- | ----------- | --------- | ---------- |
| 2018 | Pesaro      | Bronzo    | Palla      |
| 2018 | Baku        | Bronzo    | All-around |
| 2018 | Guadalajara | Bronzo    | Cerchio    |
| 2018 | Minsk       | Argento   | Palla      |
| 2018 | Minsk       | Bronzo    | Clavette   |
| 2019 | Baku        | Oro       | Nastro     |
| 2019 | Portimao    | Argento   | Cerchio    |
| 2019 | Portimao    | Bronzo    | Clavette   |